# Prințesa Ana Sofia a Danemarcei
Prințesa Ana Sofia a Danemarcei (1 septembrie 1647 – 1 iulie 1717) a fost fiica cea mare a regelui Frederic al III-lea al Danemarcei și a reginei Sophie Amalie de Brunswick-Lüneburg. Prin căsătoria cu Johann Georg al III-lea, Elector de Saxonia a devenit electoare de Saxonia din 1680 până în 1691.
Ana Sofia a fost sora regelui Christian al V-lea al Danemarcei, a reginei consort a Suediei, Ulrica Eleonora, a regelui consort al Marii Britanii Prințul George; de asemenea a fost mama regelui Poloniei, August al II-lea, "cel Puternic".

## Primii ani

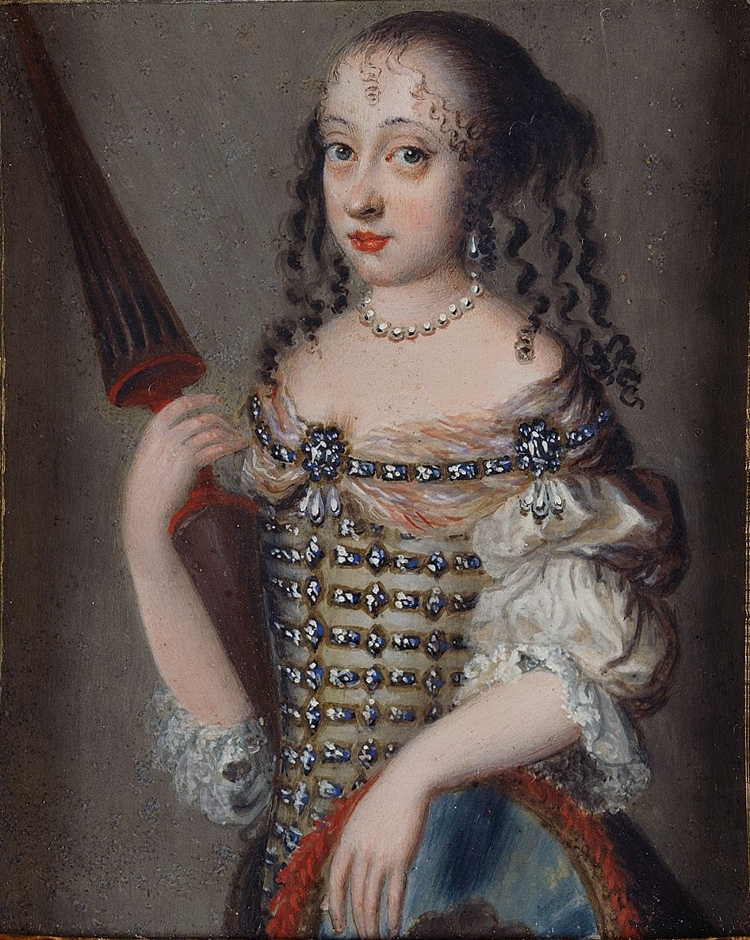
Prințesa Ana Sofia

Ana Sofia s-a născut la Flensburg, ca al doilea copil și prima fiică a Prințului Frederic al Danemarcei și a soției sale, Sophie Amalie de Brunswick-Lüneburg. Prințesa Ana Sofia a avut un frate mai mare, Christian al V-lea al Danemarcei. Bunicul patern, regele Christian al IV-lea al Danemarcei, a murit când ea avea șase luni, și după multe luni de deliberare, consiliul regal l-a ales pe tatăl ei rege, care a fost încoronat ca regele Frederic al III-lea la 23 noiembrie 1648. Părinții ei au avut șase copii dintre care doi din ei au murit în copilărie.
Ana Sofia a primit o educație fină. În afară de limba nativă daneză, ea vorbea germana, latina, franceza, spaniola și italiana. 

## Căsătorie
În 1663, a avut loc la Copenhaga o celebrare în onorarea logodnei prințesei în vârstă de cincisprezece ani și prințul elector de Saxonia, Johann Georg. Ana Sofia și Johann Georg s-au căsătorit trei ani mai târziu, la 9 octombrie 1666. Regele polon Ioan al III-lea Sobieski a spus mai târziu despre soțului ei, "[El] este un om cinstit, cu o inimă dreaptă."
Împreună au avut doi copii:
- Johann Georg al IV-lea (18 octombrie 1668 – 28 mai 1694), i-a succedat tatălui său ca Elector;
- Frederic Augustus I (22 mai 1670 – 1 februarie 1733), i-a succedat fratelui său ca Elector și mai târziu a devenit regele Poloniei "August cel Puternic".

Soțul ei a avut un fiu nelegitim cu metresa oficială, o cântăreață de operă pe nume Margarita Salicola și e posibil să fi avut împreună cu Ursula Margarethe de Haugwitz o fiică, Magdalena Sibylla de Neidschutz, care a fost metresa oficială a fiului ei cel mare.
Inițial, ambii ei fii au fost crescuți de doamne de onoare trimise la Dresda de mama ei, regina Sophie Amalie a Danemarcei.
Tatăl Anei Sofia a murit la 9 februarie 1670 și a fost succedat de fratele ei mai mare, Christian, cu care ea a întreținut o foarte activă corespondență. Ana Sofia a vizitat Danemarca anul acela și și-a exprimat simpatia pentru prizoniera Leonora Christina Ulfeldt, verișoara ei primară.